# Weesperplein (metrostation)

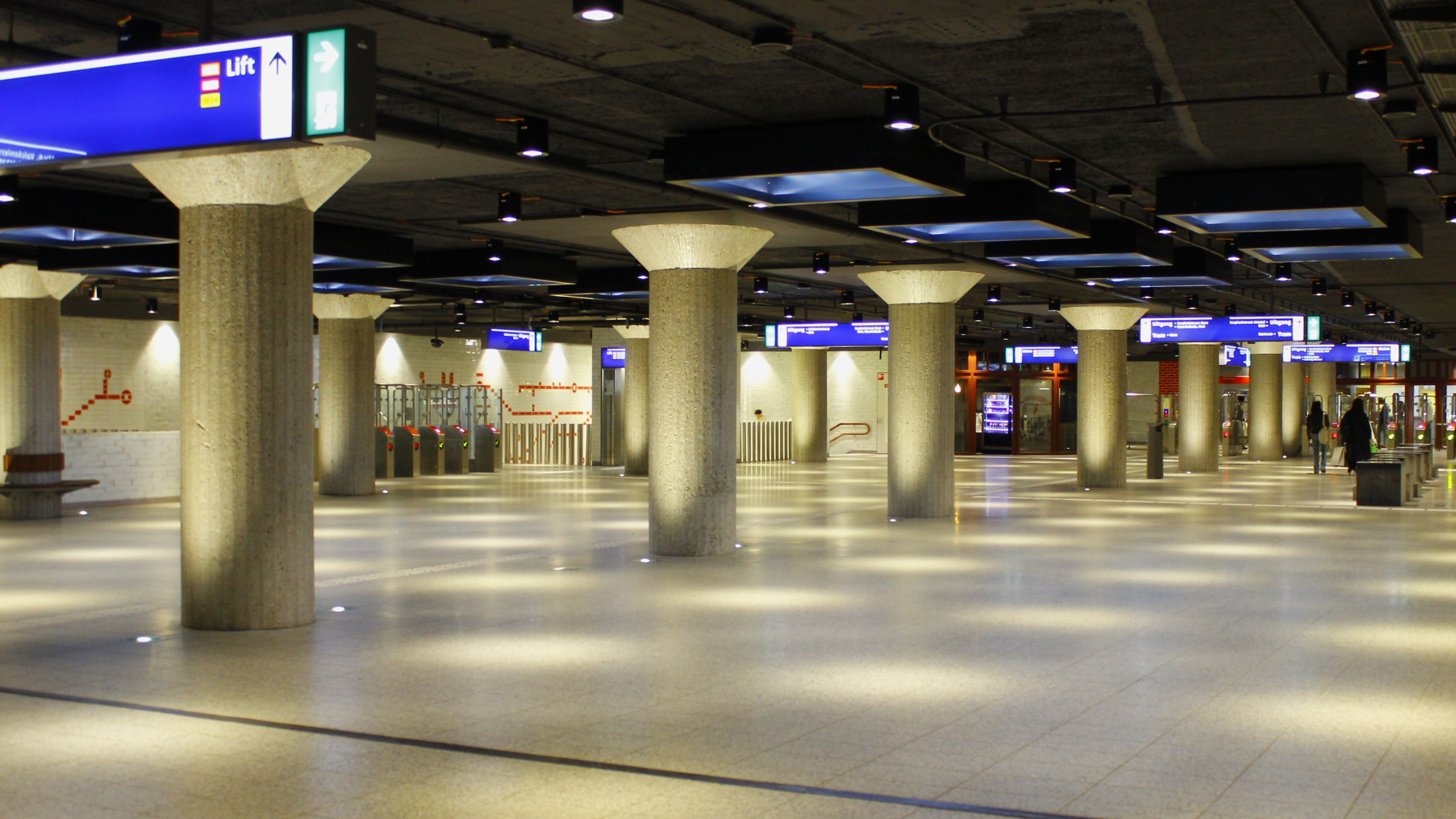
Stationshal

Station Weesperplein is een station van de Amsterdamse metro in het stadsdeel Centrum. Het station is gelegen onder het gelijknamige plein, het Weesperplein. Het station werd tussen 1972 en 1977 bovengronds gebouwd waarbij het caisson langzaam werd afgezonken. Het Weesperplein was hierdoor vijf jaar gestremd waarbij het verkeer om het bouwterrein werd heen geleid. Een van de toegangen kwam op de Weesperpoortbrug te liggen.
De metrolijnen 51, 53 en 54 hebben een halte in dit station. Het is het enige ondergrondse metrostation van de Oostlijn met zijperrons. Het station werd in oktober 1977 geopend als tijdelijk begin- en eindpunt van de twee metrolijnen naar Amsterdam-Zuidoost. In oktober 1980 kwam de verlenging van de metrolijn naar het Centraal Station in gebruik. Ten noordwesten van het station ligt een keerspoor in de hier driesporige tunnel.

## Ongebruikte tunnel
Onder het station bevindt zich in ruwbouw een tunnelsegment bestemd voor het station van de in 1968 geplande maar nooit gebouwde metrolijn Gaasperplas – Geuzenveld, of een andere Oost/Westlijn. Tijdens de Koude Oorlog was dit gedeelte van het station deel van de ruimtes die dienden als atoomschuilkelder. De ruimte is vanaf beide Oostlijnperrons bereikbaar via twee deuren in de wanden. Naast de beide liften bevond zich extra ruimte waarvandaan makkelijk roltrappen naar dit niveau aangelegd konden worden. Bij de grootschalige renovatie van de Oostlijn in 2012 is deze ruimte benut om rookvrije noodtrappen vanaf beide perrons naar de stationshal te realiseren. In beide liften bevinden zich nog knoppen voor het onderste niveau (-2 "Dienst"), maar die kunnen enkel bediend worden door middel van een sleutel. Na de laatste renovatie van de Hogesluis, waarbij de fundering dieper ligt dan voorheen, is het tunnelstuk niet meer bruikbaar voor een eventueel aan te leggen nieuwe kruisende metrolijn.

## Schuilkelder
Verder bevinden zich op het niveau van de stationshal en op het niveau van de ongebruikte tunnel een aantal ruimtes die als schuilkelder konden dienen. De schuilkelders zijn opgeleverd in 1979, toen het nog volop Koude Oorlog was en de gemeenten door het rijk verplicht waren te voorzien in schuilvoorzieningen. De kelder kon plaats bieden aan 12.000 personen. Ook de ruim bemeten stationshal kon met zware schuifdeuren hermetisch worden afgesloten en werd daarmee onderdeel van de schuilkelder. Deze schuifdeuren zijn nog steeds aanwezig en duidelijk herkenbaar. Aan weerszijden van de beide Oostlijnperrons bevinden zich waterdichte kanteldeuren boven de sporen, waarmee het station waterdicht kan worden afgesloten van de rest van de metrotunnel. Deze deuren hebben in het geval van calamiteiten nog steeds een waterkerende functie en worden eenmaal per jaar getest. De witte plafondpanelen die in de stationshal hangen zijn tegelijk tafelbladen die in de schuilkelder gebruikt konden worden. Het onderhoud aan de schuilkelders werd in 1999 gestaakt en in 2009 werden de noodaggregaten, waterzuiveringsinstallaties en luchtfilters ontmanteld.

## Overstapgelegenheden
Het metrostation Weesperplein biedt de mogelijkheid om over te stappen op de tramlijnen 1, 7 en 19.

## Nagebouwd station
In de bossen nabij het het Noord-Brabantse Vught is in 2014 het Amsterdamse metrostation Weesperplein nagemaakt om rampen te kunnen oefenen door politie, brandweer, militairen en andere hulpdiensten. Men heeft gekozen voor het nabouwen om tijdrovende aanvragen van vergunningen voor te zijn. Ook heeft men nu 24 uur per dag de beschikking over het metrostation en hoeft het metroverkeer niet te worden onderbroken. Het station lijkt bijna helemaal op het echte metrostation. Het enige wat niet echt is zijn de metrostellen zelf. Men heeft geen gebruik gemaakt van afgevoerde Amsterdamse metrostellen maar van afgevoerde Rotterdamse metrostellen.

## Galerij

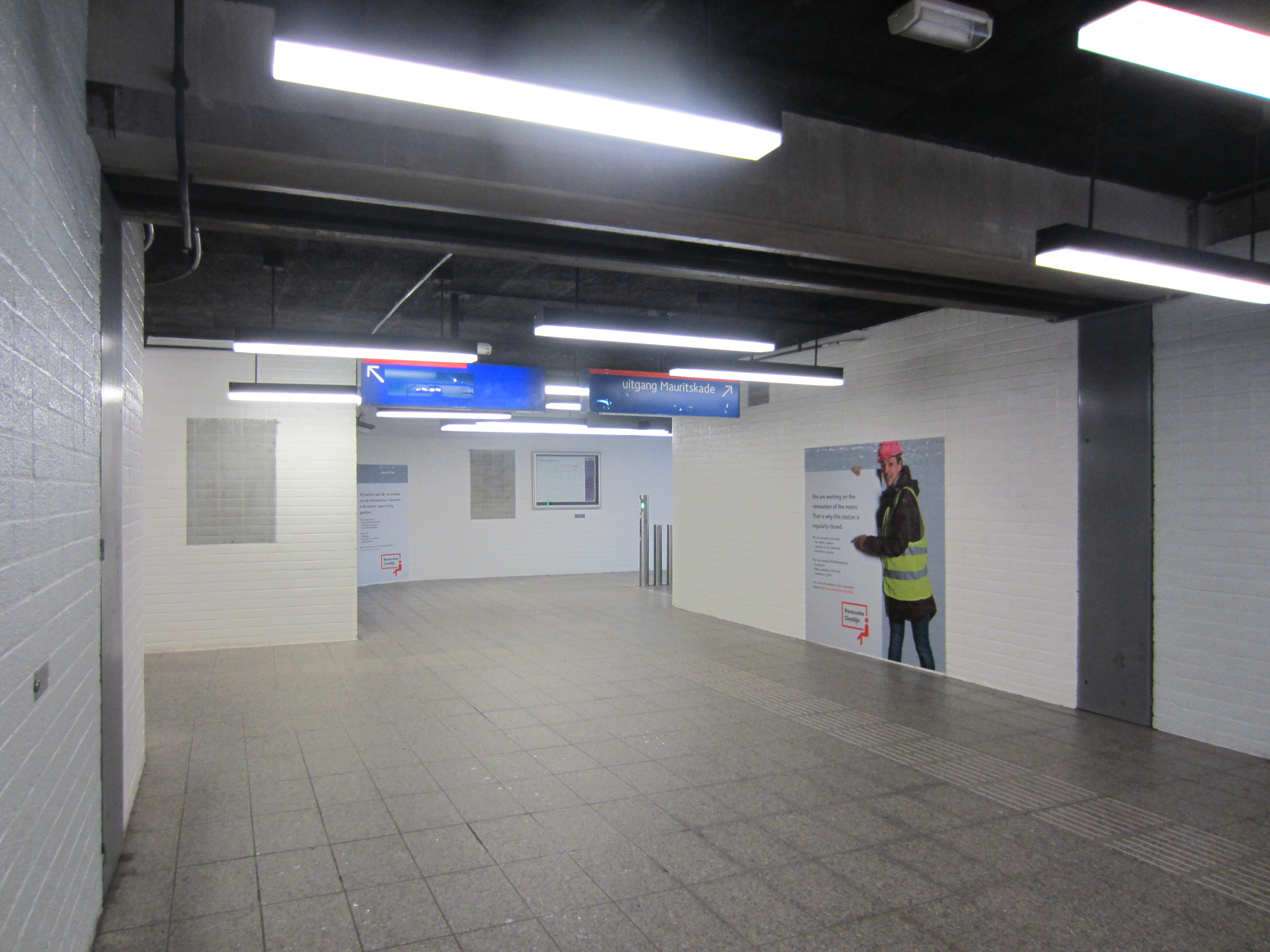
Een van de schuifdeuren waarmee het metrostation hermetisch kon worden afgesloten en waarmee de stationshal onderdeel van de schuilkelder werd.
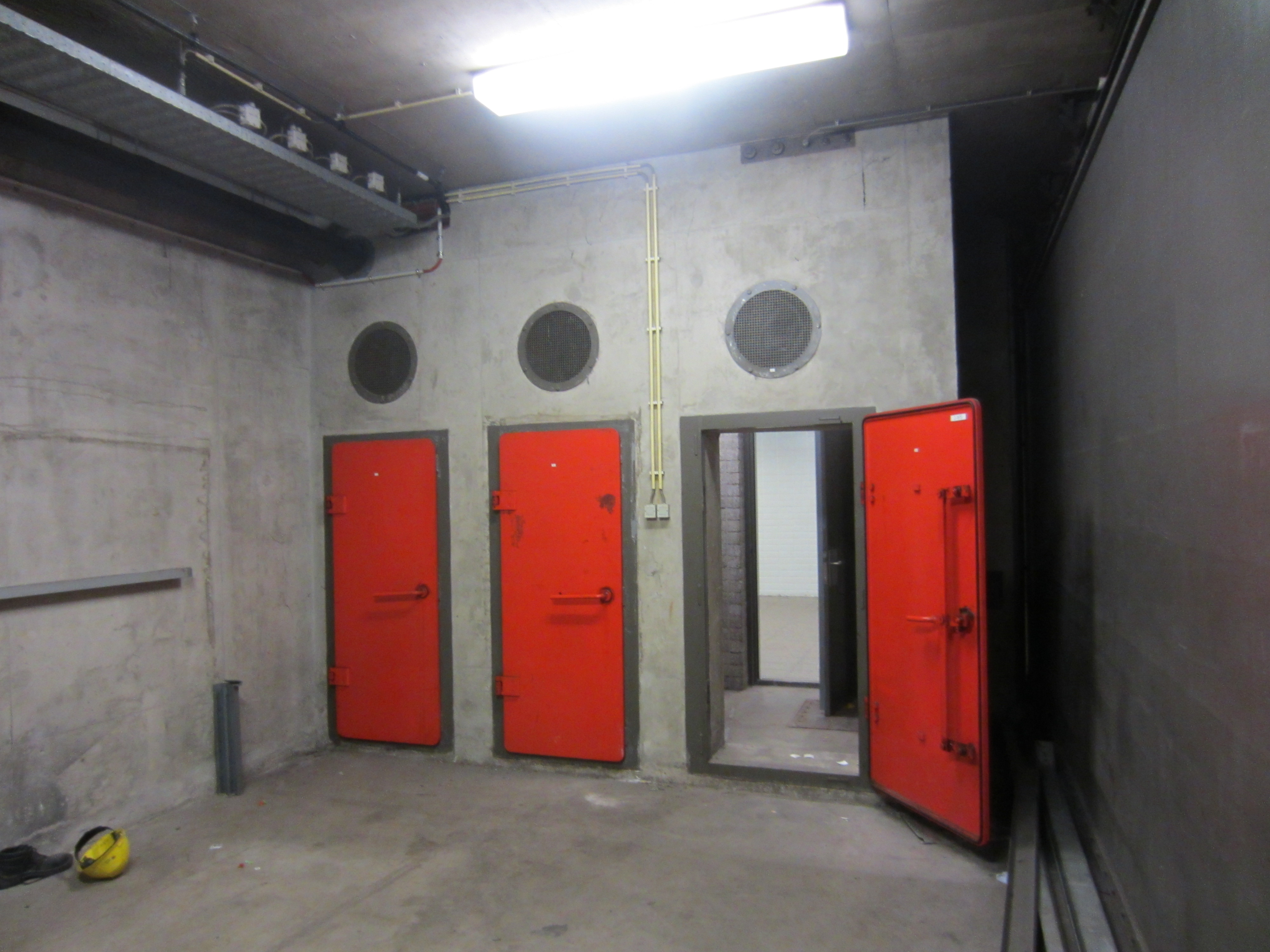
Sluisruimte met douches tussen stationshal en schuilkelder.
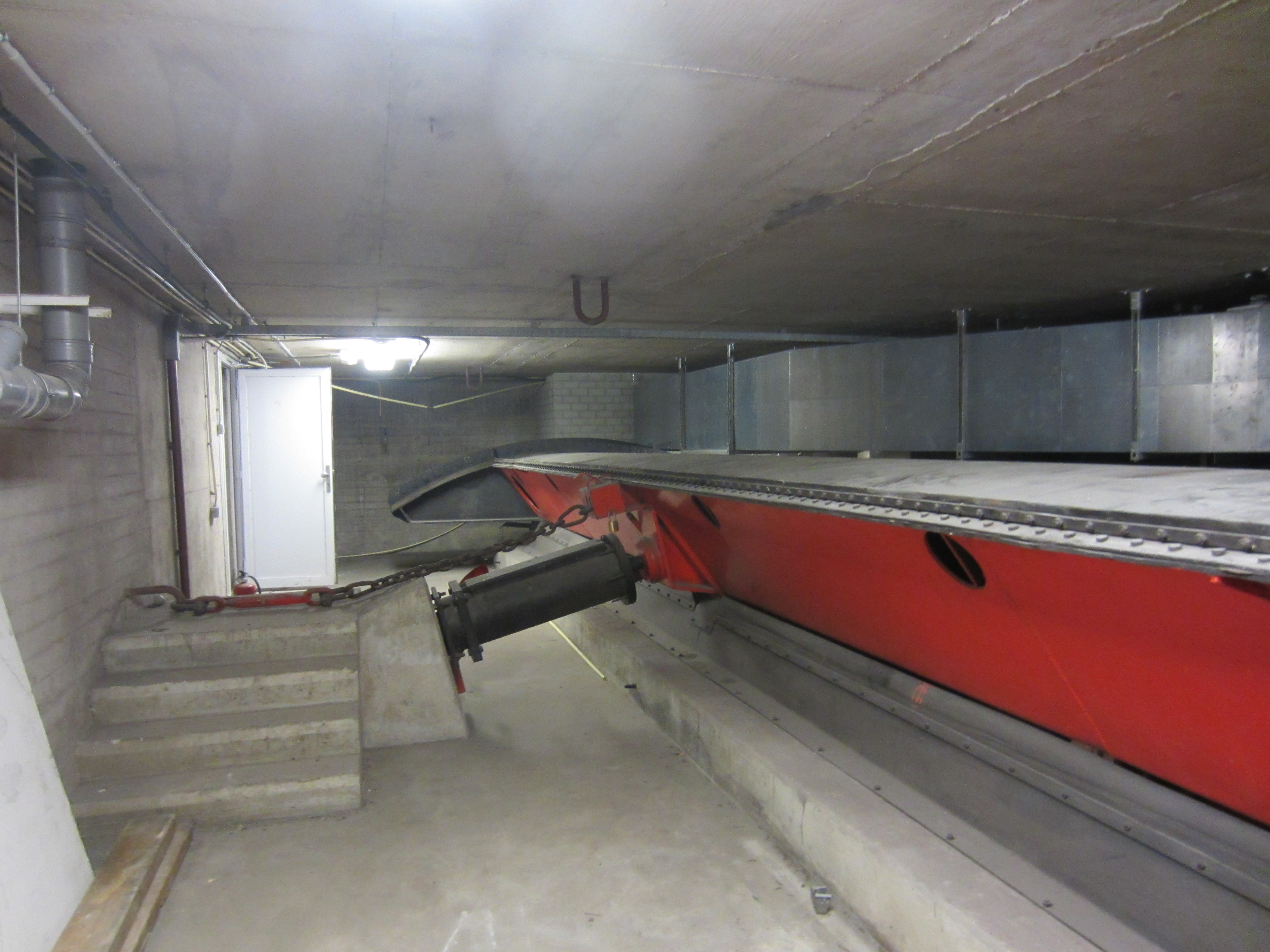
De zuidelijke kanteldeur boven de metrosporen, waarmee het station kon worden afgeschermd van de rest van de Oostlijntunnel.
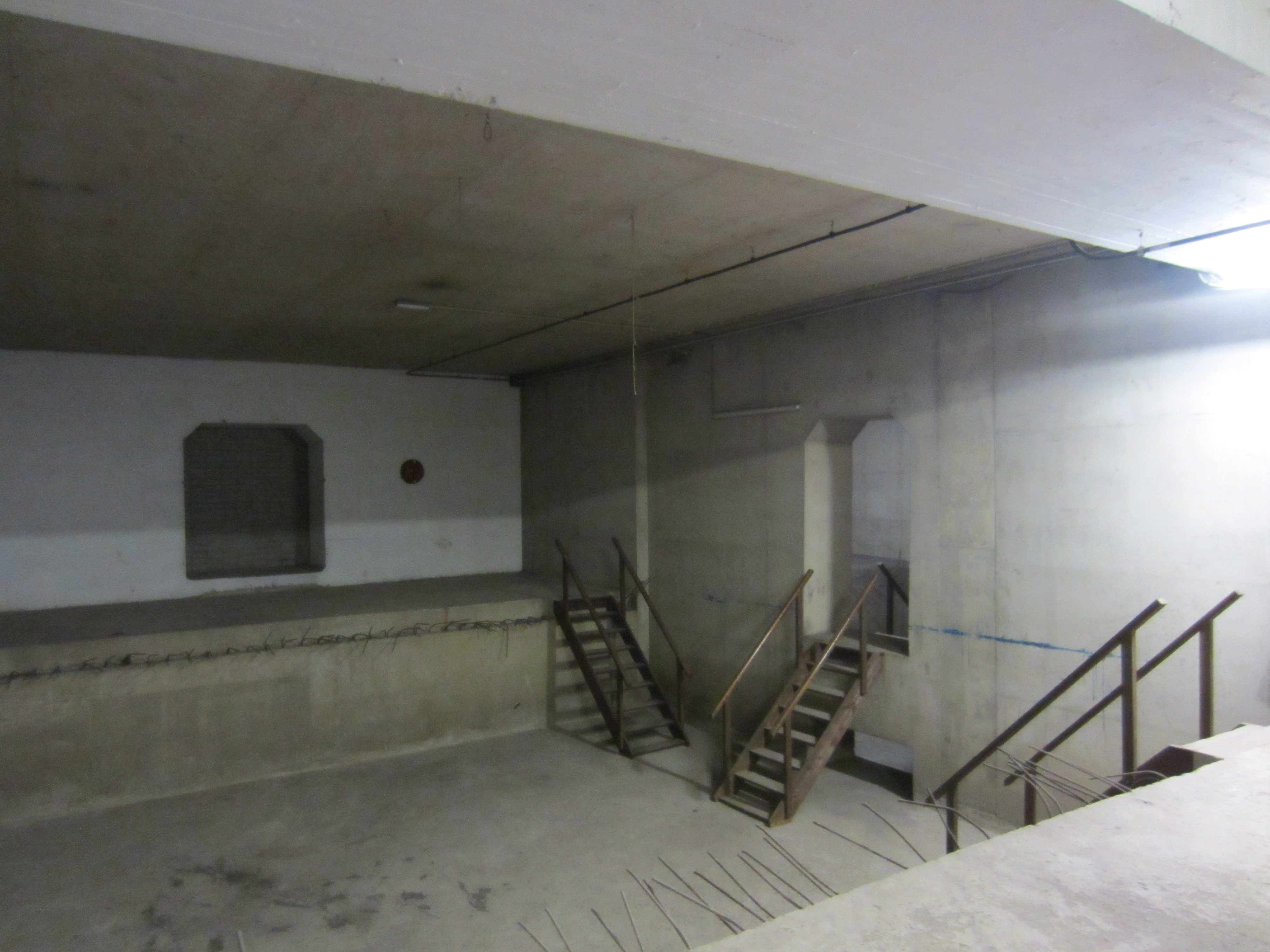
Het ongebruikte tunnelsegment, bestemd voor de nooit gebouwde Oost/Westmetrolijn Gaasperplas – Geuzenveld.